# Lehesten (powiat Saalfeld-Rudolstadt)
Lehesten – miasto w Niemczech, w kraju związkowym Turyngia, w powiecie Saalfeld-Rudolstadt, wchodzi w skład wspólnoty administracyjnej Schiefergebirge, której nazwa do 30 grudnia 2013 brzmiała Probstzella-Lehesten-Marktgölitz.